# Temnoconcha brasiliana
Temnoconcha brasiliana is een tweekleppigensoort uit de familie van de Tellinidae. De wetenschappelijke naam van de soort is voor het eerst geldig gepubliceerd in 1921 door Dall.